# Il bavaglio
Il bavaglio (Bloccare i processi, cancellare l'informazione, difendersi con l'impunità. Ecco perché Berlusconi sta preparando il Bavaglio) è un libro scritto da Peter Gomez, Marco Lillo e Marco Travaglio, pubblicato da Chiarelettere nel 2008.
Nell'opera gli autori approfondiscono i primi provvedimenti presi dal governo Berlusconi IV in materia di giustizia, evidenziando come a parer loro debbano ritenersi un "bavaglio" all'informazione e all'opinione pubblica italiana.
Il libro parla, nell'introduzione di Pino Corrias, dei motivi per cui Silvio Berlusconi è dovuto (realmente) "scendere in campo" nel 1994, del motivo per cui il Governo Prodi II non è durato un intero mandato, e cosa ha spinto la maggioranza dei votanti a scegliere la coalizione del centro-destra italiano invece delle altre liste elettorali, analizzando in linea generale le differenti tipologie di simpatizzanti per Berlusconi e per la Lega Nord.
Il governo Prodi non è durato un intero mandato per via della eccessiva litigiosità all'interno della maggioranza parlamentare che doveva sostenere l'esecutivo. Le colpe sarebbero da attribuire, da un lato alla "destra" (ai partiti politici collocabili più a destra degli altri) della coalizione: l'Udeur guidato da Mastella e i Liberal-Democratici che hanno a capo Lamberto Dini, e alla sinistra radicale dall'altro, con Alfonso Pecoraro Scanio (l'allora ministro dell'ambiente e leader dei Verdi), ritenuto dagli autori del libro uno dei complici della emergenza rifiuti in Campania e con Fausto Bertinotti accusato di aver dato di sé e delle idee che il suo partito promuoveva un'immagine poco coerente, in quanto il leader di Rifondazione Comunista era un assiduo frequentatore dei "salotti buoni" nei quali andava addirittura accompagnato dalla scorta, vestiva con abbigliamento lussuoso, con sciarpe di cachemire, e ostentava altri particolari abbastanza rilevanti. Il suo partito inoltre, unitamente a tutta l'area radicale della coalizione, era un "partito di lotta e di governo": prima in parlamento votava a favore di determinate leggi e poi scendeva in piazza a manifestare contro lo stesso governo di cui il partito apparteneva.
Terminata l'introduzione comincia l'opera vera e propria, in cui Gomez, Lillo e Travaglio affrontano temi quali le tre "leggi vergogna" del Governo Berlusconi IV, vale a dire:
- Il Lodo Alfano;
- La legge che limita il ricorso della magistratura alle intercettazioni telefoniche e vieta alla stampa di pubblicare qualunque notizia relativa alle indagini preliminari fino al processo (che serve a Berlusconi per impedire che tutte le telefonate tra lui e Saccà finiscano sui giornali);
- La legge che sospende per un anno i processi in fase di udienza preliminare o di dibattimento di primo grado che riguardano reati puniti fino a dieci anni di pena e commessi fino al giugno 2002 (che serve a bloccare il Processo Mills in cui Berlusconi è imputato per corruzione giudiziaria e che si concluderà nel 2012 con la prescrizione del Cavaliere).

## Edizioni
- Peter Gomez, Marco Lillo, Marco Travaglio, Il bavaglio, collana Principio attivo, Chiarelettere, 2008,  p. 238, ISBN 978-88-6190-062-2.